# إبراهيم أباد (مياندوآب)
إبراهيم أباد هي قرية في مقاطعة مياندوآب، إيران. عدد سكان هذه القرية هو 937 في سنة 2006.